# Планетарный редуктор

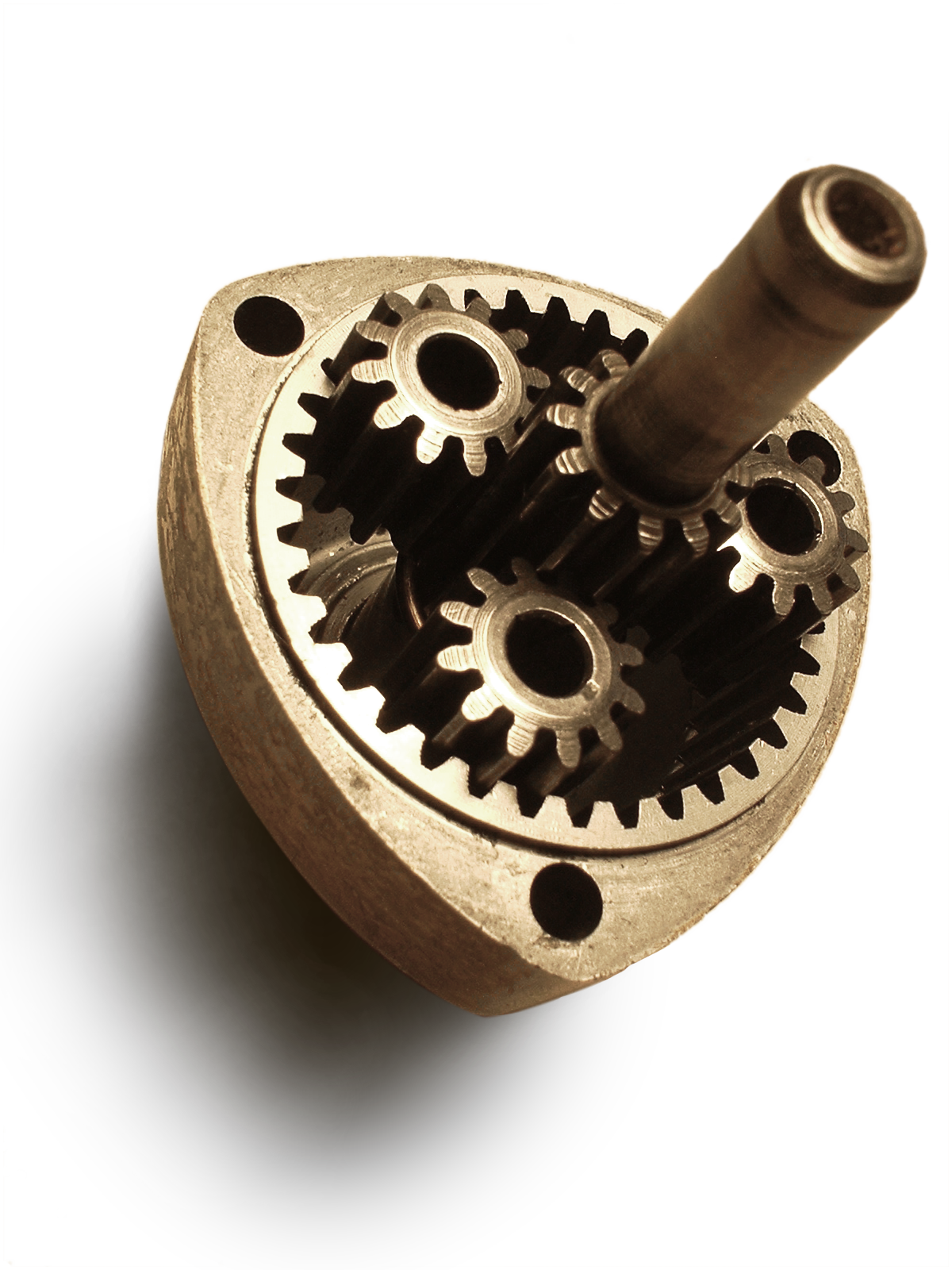
Планетарный редуктор.
Опорное звено эпицикл заблокировано на корпус редуктора.

Планета́рный или дифференциа́льный реду́ктор (от лат. differentia – разность, различие) — один из классов механических редукторов. Редуктор называется планетарным из-за планетарной передачи, находящейся в редукторе, передающей и преобразующей крутящий момент. 

## Общее описание

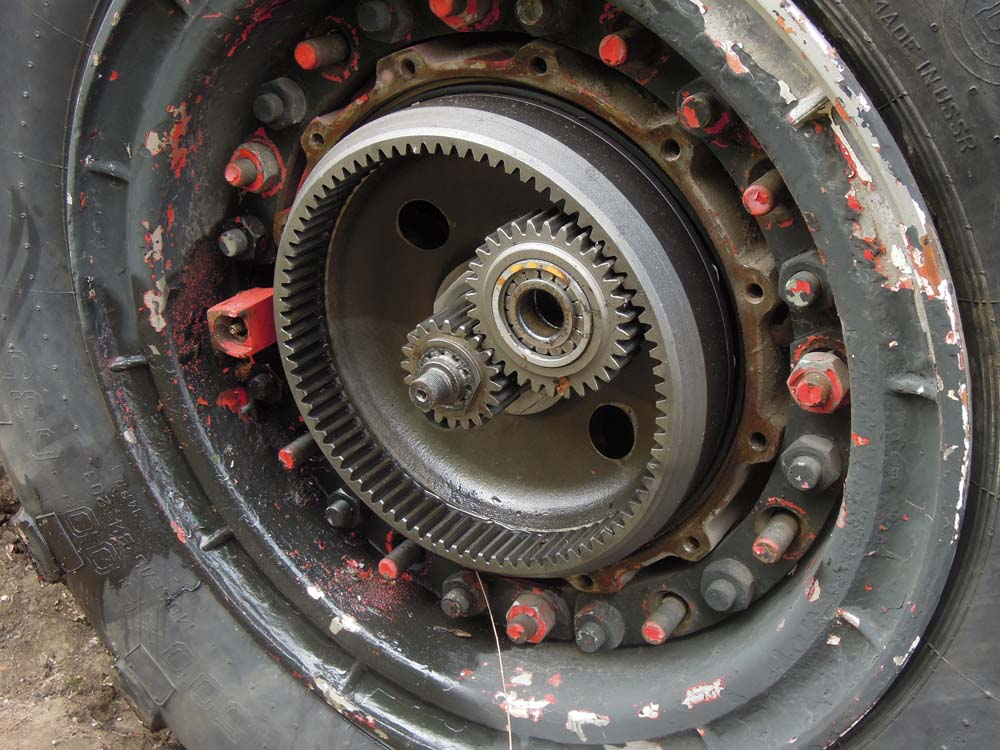
Колёсный редуктор военного автомобиля МАЗ-7310. Водило с сателлитами сняты

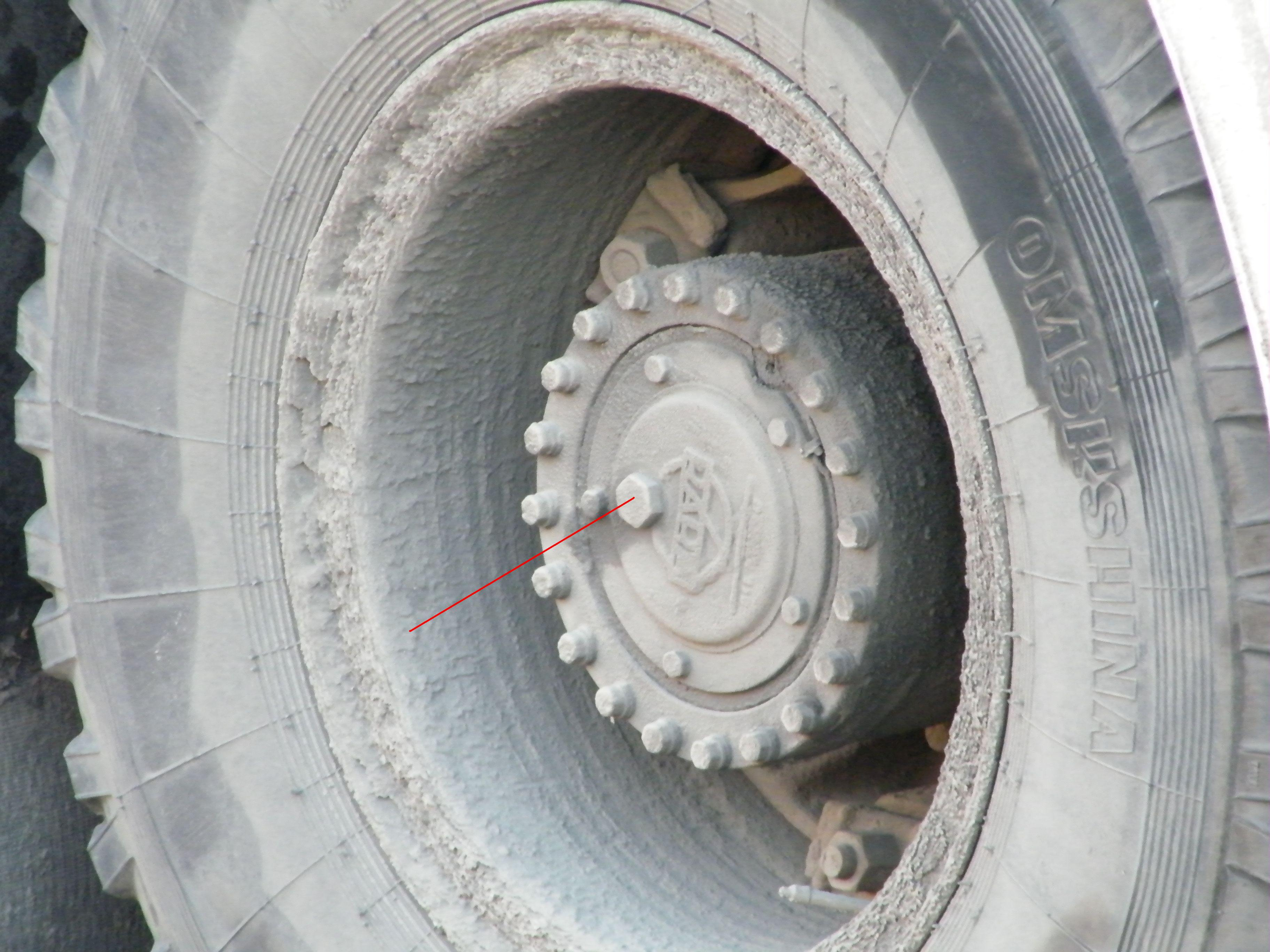
Планетарный редуктор задних колёс троллейбуса.

### Конструкция
Механической основой планетарного редуктора может быть планетарная передача любой формы и состава. Принципиальная возможность работы планетарной передачи в режиме редуктора не зависит от формата распределения функций между тремя её основными звеньями (солнечной шестернёй, водилом с шестернями сателлитами и коронной шестернёй): любое звено может быть выбрано конструкторами как ведущее, и любое как ведомое. Но при этом, наличие у планетарной передачи двух степеней свобод требует снятия одной степени свободы для её работы в качестве редуктора; эта задача решается посредством блокировки третьего звена на корпус редуктора, а само звено получает название «опорное звено».

### Уникальные особенности
В контексте сравнения планетарной передачи с любыми другими типами зубчатых передач под использование их в качестве редуктора, таковыми особенностями являются: соосность входящего и исходящего потока мощности (например, валов) даже на однорядной планетарной передаче; возможность выбора из шести передаточных отношений даже на простой трёхзвенной планетарной передаче; две степени свободы любой планетарной передачи; возможность получения больших передаточных отношений в условиях ограниченного поперечного габарита.

## Типы планетарных редукторов и их применение

### Планетарный редуктор с одной степенью свободы
В таких редукторах опорное звено всегда заблокировано на корпус редуктора. При этом для любой трёхзвенной планетарной передачи возможны шесть вариантов распределения ролей между тремя основными звеньями, что даёт шесть передаточных отношений, три из которых могут применяться для редукторов (передаточное отношение больше единицы) и три для мультипликаторов (передаточное отношение меньше единицы).
|  | {\displaystyle i} · {\displaystyle i} | {\displaystyle i} · {\displaystyle i} | {\displaystyle i} · {\displaystyle i} |

Наиболее глубокую редукцию в схеме СВЭ даёт вариант 1 (с солнечной шестерни на водило), наиболее слабую — вариант 3 (с коронной шестерни на водило). Некое промежуточное значение редукции с обязательным противовращением даёт Вариант 5 (с солнечной шестерни на коронную), но в силу разных причин его используют не часто (единственный известный пример — колёсные редукторы дорожных автомобилей МАЗ). Оставшиеся три варианта дают мультипликацию, в том числе одно передаточное отношение обратного вращения.
Планетарные редукторы с одной степенью свободы применяются в бортовых главных передачах гусеничных машин, в двухступенчатых главных передачах колёсных грузовых машин в ступицах ведущих колёс, в грузовых лебёдках и тельферах, в автомобильных стартёрах, в совмещённых планетарных мотор-редукторах. Общий принцип применения — требование компактности редуктора и соосности ведущего и ведомого валов. В грузовых лебёдках и тельферах могут применяться двух- и трёхрядные планетарные передачи, а общее передаточное отношение таких планетарных редукторов может быть порядка 100.

### Планетарный редуктор с двумя степенями свободы
Конструктивно подобный планетарный редуктор может быть аналогичен планетарному редуктору с одной степенью свободы, с тем лишь отличием, что опорное звено здесь может быть разблокировано. При этом планетарная передача перестаёт выполнять редукцию и становится дифференциалом, а ввиду того, что в любом дифференциале мощность на ведомых звеньях выравнивается до минимально востребованной на любом из двух этих звеньев, настоящее ведомое звено перестаёт передавать сколь-либо существенную мощность по кинематической цепи трансмиссии и останавливается, а вращается только разблокированное опорное звено. К подобным редукторам относится термин «дифференциальный редуктор».
Применяются в однорадиусных механизмах поворота гусеничных машин, где они одновременно выполняют функцию редукции и обеспечивают возможность плавного разрыва потока мощности. Также могут применяться везде, где требуется опция отключения потока мощности без необходимости остановки мотора или вала привода ведущего звена.

### Многоскоростной планетарный редуктор
Многоскоростные планетарные редукторы допускают переключение между различными кинематическими цепями внутри себя, то есть, дают возможность использования разных передаточных отношений. Конструктивно это всегда реализуется через применение так называемых управляющих элементов: тормозов, блокировочных фрикционов, обгонных муфт. Наличие шести передаточных отношений даже на одном простом планетарном механизме теоретически допускает его использование в качестве минимально возможного, но фактически все многоскоростные планетарные редукторы выполнены либо на основе одного сложного планетарного механизма, либо на основе нескольких последовательно зацепленных простых (и сложных) планетарных механизмов. Число степеней свободы таких редукторов может быть 2 и более, общее число управляющих элементов может быть более десяти. Все многоскоростные планетарные редукторы имеют ту особенность, что взаимная блокировка их звеньев превращает их в прямую передачу, что может быть также использовано для расширения числа доступных скоростей.
В основном применяются в трансмиссиях транспортных машин: в двухрадиусных механизмах поворота гусеничных машин, в коробках передач и раздаточных коробках колёсных и гусеничных машин, где могут выполнять как функции делителя, овердрайва, ходоуменьшителя, так и функции основного набора передач включая реверс, независимо от общего числа скоростей. Также применяются в электроинструментах, где требуется возможность получения более одной скорости вращения.

### Шарикоподшипниковый редуктор

Шарикоподшипник, анимация.
Опорное звено — наружное кольцо.

Шарикоподшипник представляет пример планетарного редуктора, в котором водилом является сепаратор, функции солнечной шестерни выполняет внутреннее кольцо, функции коронной шестерни — наружное кольцо, а сателлиты — это шарики. С использованием обыкновенных шарикоподшипников могут быть сконструированы маломощные редукторы (для научных или измерительных приборов). Например, шарикоподшипниковые планетарные редукторы используются в конструкции верньера, применяемого для точной настройки радиостанции на нужную частоту приема/передачи.